# Hymenostomum laxirete
Hymenostomum laxirete är en bladmossart som beskrevs av Brotherus 1902. Hymenostomum laxirete ingår i släktet Hymenostomum och familjen Pottiaceae. Inga underarter finns listade i Catalogue of Life.